# Казнени ударац (ватерполо)
Казнени ударац, или колоквијално петерац, јесте врста казне у ватерполу због прекршаја одбрамбеног играча у одређеном делу базена. Изводи га један играч са удаљености од пет метара од противничког гола, на којем је противнички голман, док се, испред нити на мање од два метра око извођача петерца, не сме налазити ниједан играч.
У куп-такмичењима, у случају нерешеног резултата на крају утакмице, победник се одређује наизменичним извођењем петераца.
Раније се тај казнени ударац изводио са четири метра, па се називао четверац.